# Legia Warszawa
Legia Warszawa là một câu lạc bộ bóng đá chuyên nghiệp có trụ sở tại Warszawa, Ba Lan. Legia là một trong những câu lạc bộ bóng đá Ba Lan thành công nhất trong lịch sử Giải bóng đá vô địch quốc gia Ba Lan. Một kỷ lục với 18 danh hiệu Cup Ba Lan và bốn siêu cúp Ba Lan. Địa điểm tổ chức các trận đấu của câu lạc bộ là Sân vận động Quân đội Ba Lan.

## Đội hình
Tính đến 29 tháng 8 năm 2022
Ghi chú: Quốc kỳ chỉ đội tuyển quốc gia được xác định rõ trong điều lệ tư cách FIFA. Các cầu thủ có thể giữ hơn một quốc tịch ngoài FIFA.
| Số | VT | Quốc gia    | Cầu thủ           |
| -- | -- | ----------- | ----------------- |
| 1  | TM | Ba Lan      | Kacper Tobiasz    |
| 5  | HV | Bồ Đào Nha  | Yuri Ribeiro      |
| 6  | HV | Thụy Điển   | Mattias Johansson |
| 8  | TV | Ba Lan      | Rafał Augustyniak |
| 9  | TĐ | Slovenia    | Blaž Kramer       |
| 11 | TV | Slovakia    | Róbert Pich       |
| 13 | TV | Ba Lan      | Paweł Wszołek     |
| 14 | TV | Ukraina     | Ihor Kharatin     |
| 16 | TV | Albania     | Jurgen Çelhaka    |
| 17 | HV | Ba Lan      | Maik Nawrocki     |
| 18 | TV | Ba Lan      | Patryk Sokołowski |
| 19 | TĐ | Tây Ban Nha | Carlitos          |
| 20 | TĐ | Albania     | Ernest Muçi       |

| Số | VT | Quốc gia   | Cầu thủ            |
| -- | -- | ---------- | ------------------ |
| 22 | TV | Ba Lan     | Kacper Skibicki    |
| 25 | HV | Serbia     | Filip Mladenović   |
| 27 | TV | Bồ Đào Nha | Josué (đội trưởng) |
| 28 | TV | Đức        | Makana Baku        |
| 29 | HV | Mauritius  | Lindsay Rose       |
| 30 | TM | Ba Lan     | Dominik Hładun     |
| 31 | TM | Ba Lan     | Cezary Miszta      |
| 39 | TĐ | Ba Lan     | Maciej Rosołek     |
| 55 | HV | Ba Lan     | Artur Jędrzejczyk  |
| 63 | TV | Ba Lan     | Jakub Kisiel       |
| 67 | TV | Ba Lan     | Bartosz Kapustka   |
| 86 | TV | Ba Lan     | Igor Strzałek      |
| 99 | TV | Ba Lan     | Bartosz Slisz      |

### Cho mượn
Ghi chú: Quốc kỳ chỉ đội tuyển quốc gia được xác định rõ trong điều lệ tư cách FIFA. Các cầu thủ có thể giữ hơn một quốc tịch ngoài FIFA.
| Số | VT | Quốc gia | Cầu thủ                                                       |
| -- | -- | -------- | ------------------------------------------------------------- |
| —  | TM | Ba Lan   | Gabriel Kobylak (tại Radomiak Radom đến 30 tháng 6 năm 2023)  |
| —  | TM | Ba Lan   | Maciej Kikolski (tại Pogoń Siedlce đến 30 tháng 6 năm 2023)   |
| —  | HV | Israel   | Joel Abu Hanna (tại Lechia Gdańsk đến 30 tháng 6 năm 2023)    |
| —  | TV | Ba Lan   | Bartłomiej Ciepiela (tại Stal Mielec đến 30 tháng 6 năm 2023) |
| —  | TV | Ba Lan   | Patryk Pierzak (tại Górnik Łęczna đến 30 tháng 6 năm 2023)    |

### Số áo vinh danh
Ghi chú: Quốc kỳ chỉ đội tuyển quốc gia được xác định rõ trong điều lệ tư cách FIFA. Các cầu thủ có thể giữ hơn một quốc tịch ngoài FIFA.
| Số | VT | Quốc gia | Cầu thủ                                           |
| -- | -- | -------- | ------------------------------------------------- |
| 10 | TV | Ba Lan   | Kazimierz Deyna (1966–78 – vinh danh sau khi mất) |

### Cầu thủ nổi bật
Danh sách các cựu cầu thủ và huấn luyện viên nổi bật của Legia Warsaw.
- Adam Topolski
- Andrzej Sikorski
- Andrzej Strejlau
- Antoni Trzaskowski
- Bernard Blaut
- Dariusz Dziekanowski
- Edmund Zientara
- Henryk Grzybowski
- Jan Pieszko
- Janusz Żmijewski
- Jerzy Podbrożny
- Kazimierz Buda
- Kazimierz Deyna
- Kazimierz Górski
- Krzysztof Adamczyk
- Lesław Ćmikiewicz
- Leszek Pisz
- Lucjan Brychczy
- Maciej Śliwowski
- Paweł Janas
- Radostin Stanev
- Roman Kosecki
- Ryszard Milewski
- Stefan Białas
- Tadeusz Nowak
- Władysław Dąbrowski
- Władysław Stachurski